# Péma Lingpa

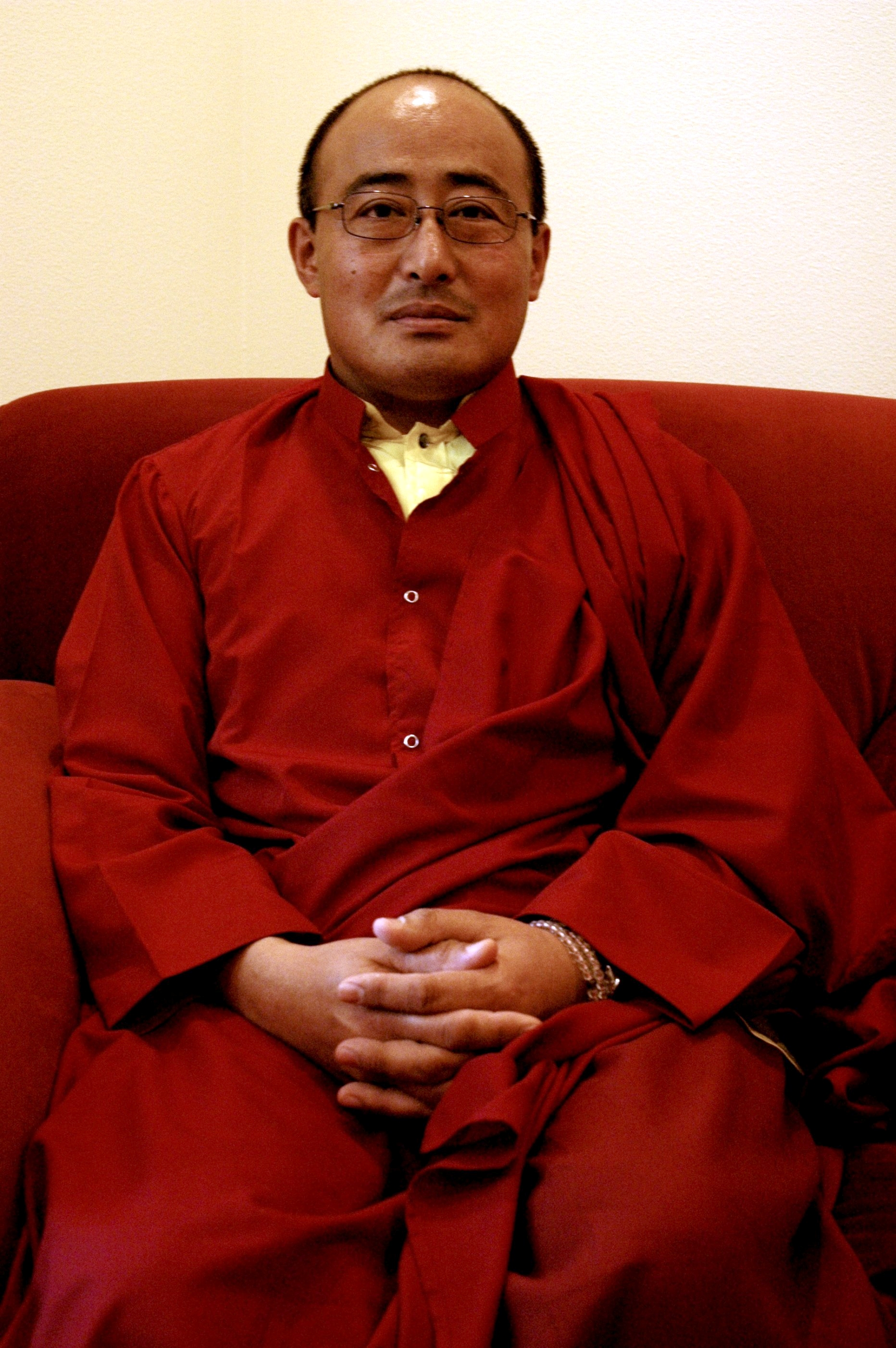
Lhalung Sungtrul Rinpoché, une des émanations de Péma Lingpa

Péma Lingpa (Tibétain : པད་མ་གླིང་པ་, Wylie : Pad-ma Gling-pa), dont le nom complet était Orgyen Péma Lingpa (1450-1521) est le quatrième des cinq rois des « Tertöns » dont Padmasambhava a prophétisé la venue. Il vécut au Bhoutan, de 1450 à 1521 et il serait l’incarnation du grand Maître Longchenpa (Longchen Rabjampa) (1308-1364). À 15 ans, il eut une vision de Padmasambhava et, à 27 ans, il reçut une liste de 108 emplacements de termas à découvrir. Il en découvrit 32, et chargea son fils, Dawa Gyaltsen, de poursuivre ses recherches ; celui-ci, à son tour, eut un fils nommé Gyalsé Péma Tinélé.
Il a fondé nombre de temples dans la vallée de Choekhor dans le comté de Bumthang, dont Tamshing Lhakang. 
Les descendants notables de Péma Lingpa incluent Jigme Singye Wangchuck, roi du Bhoutan, et le 6e dalaï-lama. 